# アズラーイール

死の天使、アズラーイール（イーヴリン・ド・モーガン画）

アズラーイール（アラビア語：عَزْرَائِيلُ, ʿAzrāʾīl、英語：Azrael）は、ユダヤ教、キリスト教などにおいて死をつかさどる天使で、イスラム教における四大天使の一人「死の天使」がこのアズラーイールに対応しているとされるなどしている。
片手には全ての生者の名を記した書物を持ち、人が死ねばそこから名前が消える。姿形は非常に恐ろしく、全身に無数の目、口、舌を持ち、人の罪を見、語り、裁くのだと伝えられる。
カタカナ表記としてはアズリエル、アズラエル、イズラーイールとも書かれる。

## イスラム教
イスラム教に関してはアッラーの命を受け主要な役割を分担する天使としてジブラーイール（アラビア語：جِبْرَائِيلُ, Jibrāʾīl）ことジブリール（アラビア語: جِبْرِيلُ, Jibrīl、「ガブリエル」に相当）、ミーカーイール（アラビア語：مِيكَائِيلُ, Mīkāʾīl, 「ミカエル」に相当）、イスラーフィール（アラビア語：إسرافيل, Isrāfīl、英字表記：Israfil、Israfel）に加え「死の天使」（アラビア語：مَلَك الْمَوْتِ, malak al-mawt（ないしはal-maut）, マラク・アル＝マウト）が存在。
これがアズラーイール（アラビア語：عَزْرَائِيلُ, ʿAzrāʾīl）だともされているが、クルアーン（コーラン）や預言者言行録（ハディース）に裏付けのある確かな論ではなく宗教学者らの間では「ユダヤ教に影響を受けたものであり根拠に欠ける」「イスラム教において死の天使がアズラーイールであると確定はできない」とされている。
一方、民間伝承では、彼がアーダムを創ったといわれている。「アッラーフがミーカーイール、ジブリール、イスラーフィール、アズラーイールの四天使に、四方から七掴みの土を集めて人を創るよう命じられたとき、アズラーイールだけがそれに成功した。というのも、彼は人の肉体と魂を分けるすべを心得ていたからである。」この伝承も、アズラーイールが「人の魂を司る」という職種であるからこそ、生まれえたものと解釈できる。または、その力は人を創造するよりも死なせる方により役立つため、創造後に彼はアッラーフから人間の死を管理をする役目を仰せつかったのであるとされる。
また冥王星に関連づけられ、蠍座（天蠍宮）の天使でもある。